# Szkoła Oficerów Akka
Szkoła Oficerów Akka (hebr. בית הספר לקציני ים עכו; ang. The Naval Officers School of Acre) – liceum zawodowe kształcące młodzież dla potrzeb Izraelskiego Korpusu Morskiego i izraelskiej floty handlowej. Uczelnia jest położona w mieście Akka na północy Izraela.

## Historia
Szkoła została założona 18 października 1938 roku w Hajfie, pod nazwą Hebrajska Szkoła Morska Technion w Hajfie (hebr. בית הספר הימי על יד הטכניון העברי בחיפה). Celem jej powstania było kształcenie młodzieży dla potrzeb rozwoju rybactwa w Brytyjskim Mandacie Palestyny i wspierania aliji. W proces kształtowania szkoły zaangażowana była Agencja Żydowska, Technion i młodzieżowe stowarzyszenie marynistyczne z Hajfy. Szkoła była położona w stoczni Hadar, a lekcje żeglarstwa odbywały się w Porcie Hajfa. W 1952 roku szkoła otrzymała swój obecny oficjalny status, a w 1954 roku przeniosła się do Akki przyjmując obecną nazwę.

## Informacje ogólne
Szkoła kształci chłopców i dziewczęta umożliwiając im zdobycie egzaminu maturalnego oraz rozwijając ich umiejętności marynistyczne. Szkoła posiada własny akademik. Wszyscy kadeci, którzy zdadzą egzamin maturalny, mogą przystępować do zdawania egzaminu zawodowego – systemy morskie, elektronika lub nauka o morzu. Osoby zainteresowane mogą kontynuować naukę w rocznej lub dwuletniej szkole technicznej i uzyskać dyplom technika lub inżyniera. Szkoła przygotowuje młodzież do objęcia funkcji oficerów w marynarce wojennej i handlowej.